# П'єр Гійота
П'єр Гійота́ (фр. Pierre Guyotat, нар. 9 січня 1940, Бур-Аржанталь, Луара — пом. 7 лютого 2020, Париж) — французький письменник.

## Біографія
Народився 1940 року в містечку Бур-Аржанталь в родині сільського лікаря. Мати письменника була полячкою за походженням, адже вона народилася у селі під Краковом. Батьки П'єра були пов'язані з французьким Рухом Опору. У шкільному віці відвідував різні католицькі інтернати, в 14 років, окрім малювання, яким захоплювався і раніше, почав писати. У шістнадцять років послав свої тексти поетові Рене Шару, який схвально відгукнувся на них. У 19 років Гійота переїхав до Парижа, де жив з випадкових підробітків. 1960 року він написав свій перший прозовий твір «На коні» (фр. Sur un cheval), який через рік був опублікований. Того ж 1960 року його призвали до війська й послали в Алжир. 1962 року його арештували представники військової спецслужби, звинувативши в підготовці замаху на мораль збройних сил, зберігання заборонених книжок, а також планування дезертирства. Після трьох місяців одиночки його перевели в штрафний батальйон.
Після демобілізації Гійота працював редактором престижного видавництва Сей, писав статті для таких видань, як «Arts et spectacles» та «France Observateur». 1967 року видавництво Сей відмовилося друкувати його третю книжку «Могила для 500 000 солдатів», присвячену Алжирській війні. Відмова була пов'язана насамперед через описи сексу в армії між чоловіками. Книга призвела до бурхливих дискусій. Наступну книжку автора «Едем. Едем. Едем» видавництво так само відмовлялося публікувати й пристало на це лише тоді, коли Гійота запропонував опублікувати її з трьома передмовами таких відомих письменників, як Філіп Солерс, Мішель Леріс та Ролан Барт. Книжка була опублікована 1970 року, проте невдовзі заборонена розпорядженням Міністерства внутрішніх справ. Заборона була пов'язана із зображеною в книжці довгою серією статевих актів, що відбувалися в північно-африканській пустелі. Заборону було знято лише 1981 року.
У своєму романі «Проституція», опублікованому 1975 року, Гійота настільки видозмінив французьку мову, що вона стала незрозумілою для більшості читачів. В наступні роки стан його здоров'я під впливом депресій значно погіршився, а 1981 року він впав у кому. Свій досвід коматозного стану він тематизував у книжці «Кома», опулікованій 2006 року.
З 2001 до 2004 року Гійота викладав в Інституті європейських студій Університету Париж VIII в Сен-Дені.

## Творчість
Для його творчості характерні особливий інтерес до явищ насильства, екстремальних проявів сексуальності та дослідження меж людської свободи. Романи Гійота «Могила для 500 000 солдатів» (1967), «Едем. Едем. Едем» (1970), «Проституція» (1975/1987) рясніють відвертими й шокуючими сценами злягання, жорстоких тортур і змальовують відносини, побудовані на принципах рабського підпорядкування та сексуальної експлуатації. Мова його книг вирізняється незвичайною орфографією і пунктуацією, активним використанням варваризмів, неологізмів і звуконаслідувальних слів.
Публікації Гійота нерідко супроводжувалися скандалами, а його роман «Едем. Едем. Едем» був заборонений у Франції протягом дванадцяти років (1970—1981). За словами письменника, він «болісно створює твори, які є нелюдськими і протиприродними як для розуму, так і для мови», його робота «відкинула його від суспільства і навіть від себе самого».
Протягом 1968—1971 років був членом ФКП.
2018 року був нагороджений престижною літературною Премією Медічі за роман «Ідіотизм».

## Твори
- 1961 — На коні / «Sur un cheval»
- 1964 — Ешбі / «Ashby»
- 1967 — Могила для 500 000 солдатів / «Tombeau pour cinq cent mille soldats»
- 1970 — Едем. Едем. Едем / «Eden, Eden, Eden»
- 1972 — Заборонена література / «Littérature interdite»
- 1975 — Проституція / «Prostitution»
- 1984 — Книга / «Le Livre» (рос. переклад 2012, ISBN 978-5-98144-154-7)
- 1984 — Жити / «Vivre»
- 1995 — «Wanted Female», with Sam Francis (Lapis Press, Los Angeles)
- 2000 — Нащадки / «Progénitures»
- 2000 — Пояснення / «Explications»
- 2005 — Бортові нотатки / «Carnets de bord, volume 1 1962—1969» (Ligne-Manifeste)
- 2006 — Кома / «Coma» ISBN 978-5-98144-124-0)
- 2007 — Виховання / «Formation»
- 2010 — Задній план / «Arrière-fond»
- 2011 — Уроки про французьку мову / «Leçons Sur la Langue Française» (Léo Scheer, Paris)
- 2013 — «Pierre Guyotat: les grands entretiens d'Artpress» (IMEC/Artpress, Paris)
- 2014 — Веселі звірі зубожіння / «Joyeux animaux de la misère» (Gallimard, Paris)
- 2018 — Ідіотизм / Idiotie (Grasset et Fasquelle, Paris), prix Médicis 2018[8]